# Coelogyne pendula
Coelogyne pendula é uma espécie de orquídea epífita, família Orchidaceae, originária dos montes Lushai, Assam.